# ورالی‌پیرید
ورالی‌پیرید (انگلیسی: Veralipride) (Agradil و Agreal) یک داروی نورولپتیک بنزامید است که در درمان علائم وازوموتور همراه با یائسگی به کار می‌رود. این دارو نخستین بار برای استفاده در سال ۱۹۷۹ میلادی مجاز شد. این دارو هرگز در ایالات متحده آمریکا تأیید نشده است.
این دارو در سپتامبر ۲۰۰۶، از بازار زنانی که آن را مصرف کردند، علاوه بر پارکینسونیسم، در سنین پایین توسط پارکینسون ایجاد شد، پارکینسون بسیار تهاجمی‌تر که بسیار سریع‌تر پیشرفت کرد و در سنین بسیار پایین منجر به مرگ شد. همچنین اثرات جدی دیگری مانند تومورها، افسردگی، زوال عقل و غیره ایجاد کرده است. به همین دلیل، علیرغم اینکه آزمایشگاه سانوفی از عوارض جانبی جدی آن اطلاع داشت، فروش آن متوقف شد و به زنان سالم اجازه داد تا سال‌ها پس از آن به مصرف آن ادامه دهند (حتی سال‌ها بعد فروش آن در مکزیک پس از ممنوعیت در همه کشورها مجاز شد. برای تقریباً 15 سال). اروپا دارویی که هرگز توسط ایالات متحده تأیید نشده است. خارج شد. در نتیجه، کمیسیون اروپا موضوع را به آژانس دارویی اروپا (EMA) ارجاع داد. در ژوئیه ۲۰۰۷، آژانس دارویی اروپا توصیه کرد که مجوزهای تجاری برای ورالی‌پیرید را لغو کنند.